# Marmur cipollino
Marmur cipollino (łac. marmor carystium), dosłownie: marmur cebulowy – szlachetna odmiana barwnego marmuru, używana od starożytności w budownictwie z uwagi na walory dekoracyjne. 

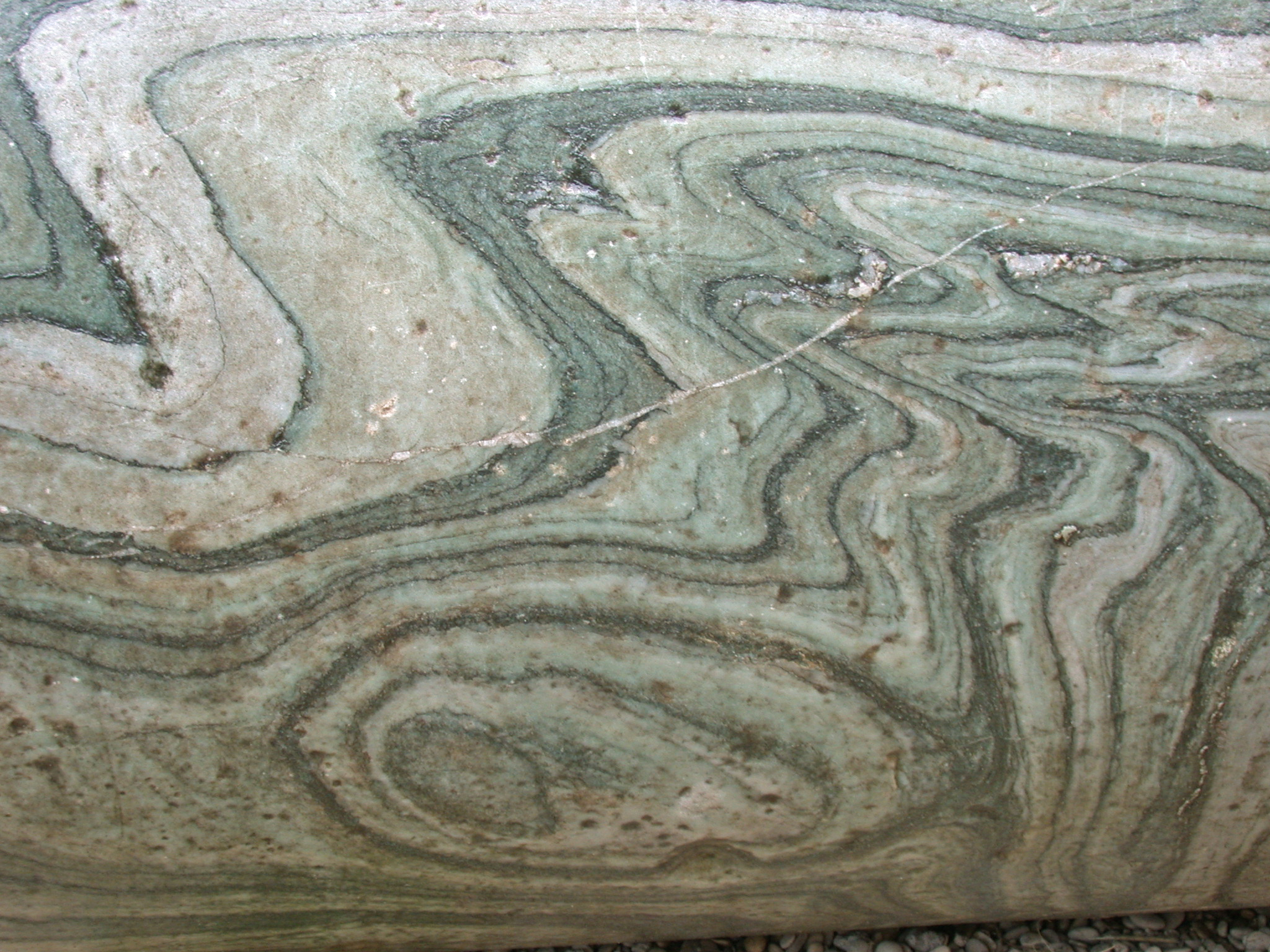
Płyta z zielonego marmuru cipollino

Początkowo wydobywany na greckiej wyspie Eubea w miejscowości Karistos (stąd jego łacińska nazwa). Grecy wprowadzili ten typ marmuru do budownictwa starożytnego Rzymu, gdzie służył do tworzenia kolumn i innych cennych elementów architektonicznych widocznych do dziś, np. kolumny świątyni Antonina i Faustyny, na Forum Romanum.
Marmur cipollino to wapień bogaty w krzemiany, które tworzą jego charakterystyczne smugi. Jest to szczególny rodzaj marmuru, który swoją nazwę zawdzięcza charakteryzującym go rozwarstwieniom, które przypominają wewnętrzne łuski cebuli. W przeszłości marmur cipollino był używany głównie do wyrobu kolumn i innych ozdobnych elementów architektonicznych, a dziś stosowany jest głównie jako materiał na płytki na podłogi i schody, listwy przypodłogowe, półki do kuchni i łazienki, brodziki i okładziny ścian.
Najbardziej znanym rodzajem marmuru cipollino, który był również najczęściej używany w czasach Greków i Rzymian, jest ten z zielonymi żyłkami. Istnieją również inne rodzaje tego marmuru, których nazwy wywodzą się od koloru żyłkowania lub jego kształtu:
- szary
- złoty (z Piemontu)
- czerwony
- morski (marino) - żyłkowanie przypomina fale morskie
- mandolato - pęcherzykowe żyłkowanie
- zielony (z Toskanii)[1]